# Cyrtandra macraei
Cyrtandra macraei är en tvåhjärtbladig växtart som beskrevs av Asa Gray. Cyrtandra macraei ingår i släktet Cyrtandra och familjen Gesneriaceae. Inga underarter finns listade i Catalogue of Life.